# North American Soccer League 2012
Navigation
Édition précédente Édition suivante
La North American Soccer League 2012 est la 45e saison de la deuxième division de soccer aux États-Unis et la seconde saison de la renaissante North American Soccer League. Huit équipes participent à ce championnat professionnel dont une du Canada et une de Porto Rico.
L'Impact de Montréal quitte la ligue à la suite de son entrée en tant que franchise d'expansion en Major League Soccer, division suprême dans la hiérarchie du football nord-américain. de soccer d'Amérique du Nord. D'autre part, la franchise des San Antonio Scorpions intègre le championnat. La NASL est certifiée professionnelle par l'USSF le 3 mars 2012 lors d'un sommet général.

## Personnel et sponsors
| Équipe                   | Entraîneur            | Capitaine             | Sponsor maillot                      |
| ------------------------ | --------------------- | --------------------- | ------------------------------------ |
| Puerto Rico Islanders    | Adrian Whitbread (en) | Noah Delgado          | Toyota                               |
| Carolina RailHawks       | Colin Clarke (en)     | Kupono Low            | BCBSA                                |
| FC Edmonton              | Harry Sinkgraven (en) | Chris Kooy (en)       | Sears Canada                         |
| Atlanta Silverbacks      | Brian Haynes (en)     | Martyn Lancaster (en) | Reto Sports                          |
| Fort Lauderdale Strikers | Daryl Shore (en)      | Toni Ståhl (en)       | Joma                                 |
| Minnesota Stars          | Manny Lagos           | Kyle Altman (en)      | Admiral                              |
| San Antonio Scorpions    | Tim Hankinson (en)    | Kevin Harmse          | Nike                                 |
| Tampa Bay Rowdies        | Ricky Hill (en)       | Frank Sanfilippo (en) | Mainsail Suites, United World Soccer |

## Carte
| Silverbacks RailHawks Edmonton Strikers Stars Islanders Scorpions Rowdies |

| - Atlanta Silverbacks - Carolina RailHawks - FC Edmonton - Fort Lauderdale Strikers - Minnesota Stars FC - Puerto Rico Islanders - San Antonio Scorpions - Tampa Bay Rowdies |

## Saison régulière

### Classement
| Rang | Équipe                   | Pts | J  | G  | N  | P  | Bp | Bc | Diff |
| ---- | ------------------------ | --- | -- | -- | -- | -- | -- | -- | ---- |
| 1    | San Antonio Scorpions    | 47  | 28 | 13 | 8  | 7  | 46 | 27 | +19  |
| 2    | Tampa Bay Rowdies        | 45  | 28 | 12 | 9  | 7  | 37 | 30 | +7   |
| 3    | Puerto Rico Islanders    | 41  | 28 | 11 | 8  | 9  | 32 | 30 | +2   |
| 4    | Carolina RailHawks       | 40  | 28 | 10 | 10 | 8  | 44 | 46 | -2   |
| 5    | Fort Lauderdale Strikers | 36  | 28 | 9  | 9  | 10 | 40 | 46 | -6   |
| 6    | Minnesota Stars T        | 35  | 28 | 8  | 11 | 9  | 34 | 33 | +1   |
| 7    | Atlanta Silverbacks      | 30  | 28 | 7  | 9  | 12 | 35 | 46 | -11  |
| 8    | Edmonton                 | 25  | 28 | 5  | 10 | 13 | 26 | 36 | -10  |

- Commissioner's Cup et qualifiée pour les demi-finales de playoffs
- Franchise qualifiée pour les demi-finales de playoffs
- Franchise qualifiée pour les quarts de finale des playoffs

T : Tenant du titre

### Résultats
| Résultats (▼dom., ►ext.)                                   | ATL | CAR | EDM | FOR | MIN | PUE | SAN | TAM | ATL | CAR | EDM | FOR | MIN | PUE | SAN | TAM |
| Atlanta Silverbacks                                        |     | 1-2 | 0-2 | 4-2 | 3-3 | 1-2 | 0-0 | 1-1 |     | 1-0 | 1-2 | 1-0 | 0-0 | 2-1 | 3-1 | 2-3 |
| Carolina Railhawks                                         | 4-4 |     | 2-0 | 3-3 | 5-1 | 1-1 | 0-1 | 3-3 | 2-1 |     | 3-2 | 3-3 | 1-0 | 2-1 | 0-1 | 0-0 |
| FC Edmonton                                                | 1-2 | 3-0 |     | 1-0 | 3-4 | 0-0 | 2-2 | 0-1 | 0-2 | 2-2 |     | 2-2 | 1-1 | 1-0 | 1-1 | 0-3 |
| Fort Lauderdale Strikers                                   | 1-1 | 2-1 | 1-0 |     | 0-0 | 3-2 | 2-2 | 3-1 | 5-3 | 1-0 | 1-0 |     | 1-3 | 1-1 | 2-1 | 0-3 |
| Minnesota Stars FC                                         | 2-0 | 0-0 | 1-1 | 2-1 |     | 4-0 | 0-1 | 1-2 | 0-2 | 2-1 | 1-1 | 1-2 |     | 4-0 | 1-1 | 2-1 |
| Puerto Rico Islanders                                      | 3-0 | 3-1 | 0-0 | 2-0 | 1-0 |     | 0-2 | 1-0 | 1-1 | 1-3 | 1-1 | 0-0 | 2-0 |     | 1-0 | 2-0 |
| San Antonio Scorpions                                      | 3-0 | 8-0 | 2-0 | 2-2 | 0-0 | 0-4 |     | 2-0 | 3-0 | 1-2 | 1-0 | 1-0 | 1-1 | 1-2 |     | 4-0 |
| Tampa Bay Rowdies                                          | 0-0 | 1-1 | 1-0 | 3-1 | 0-0 | 2-0 | 1-2 |     | 1-1 | 1-1 | 1-0 | 3-1 | 2-0 | 0-0 | 3-2 |     |
| - Victoire à domicile - Match nul - Victoire à l'extérieur |     |     |     |     |     |     |     |     |     |     |     |     |     |     |     |     |

## Séries éliminatoires

### Tableau
|  | Quarts de finale             | Quarts de finale       |                           |   | Demi-finales        | Demi-finales |  |  | Finale | Finale |
|  | Quarts de finale             | Quarts de finale       |                           |   | Demi-finales        | Demi-finales |  |  | Finale | Finale |
|  |                              |                        |                           |   |                     |              |  |  |        |        |
|  |                              |                        |                           |   |                     |              |  |  |        |        |
|  |                              |                        |                           |   |                     |              |  |  |        |        |
|  | (1) San Antonio Scorpions    | 0 - 1                  |                           |   |                     |              |  |  |        |        |
|  | (1) San Antonio Scorpions    | 0 - 1                  | (3) Puerto Rico Islanders | 1 |                     |              |  |  |        |        |
|  | (6) Minnesota Stars          | 0 - 2                  | (3) Puerto Rico Islanders | 1 |                     |              |  |  |        |        |
|  | (6) Minnesota Stars          | 0 - 2                  | (6) Minnesota Stars       | 2 |                     |              |  |  |        |        |
|  |                              |                        | (6) Minnesota Stars       | 2 | (6) Minnesota Stars | 2 - 1 (2)    |  |  |        |        |
|  |                              |                        |                           |   | (6) Minnesota Stars | 2 - 1 (2)    |  |  |        |        |
|  |                              | (2) Tampa Bay Rowdies  | 0 - 3 (3)                 |   |                     |              |  |  |        |        |
|  | (4) Carolina RailHawks       | (2) Tampa Bay Rowdies  | 0 - 3 (3)                 | 3 |                     |              |  |  |        |        |
|  | (4) Carolina RailHawks       | (4) Carolina RailHawks | 1 - 3                     | 3 |                     |              |  |  |        |        |
|  | (5) Fort Lauderdale Strikers | (4) Carolina RailHawks | 1 - 3                     | 1 |                     |              |  |  |        |        |
|  | (5) Fort Lauderdale Strikers | (2) Tampa Bay Rowdies  | 2 - 3                     | 1 |                     |              |  |  |        |        |
|  |                              | (2) Tampa Bay Rowdies  | 2 - 3                     |   |                     |              |  |  |        |        |

### Résultats

#### Quarts de finale
| 29 septembre 2012 | Carolina RailHawks                        | 3 – 1   | Fort Lauderdale Strikers       |                                                                          |                                                                          |
| 19h00 EDT         | Lowery (en) 34e · Shipalane (en) 52e (67) |         | 61e Thompson (en)              | WakeMed Soccer Park, Cary Spectateurs : 2 534 Arbitrage : Daniel Radford | WakeMed Soccer Park, Cary Spectateurs : 2 534 Arbitrage : Daniel Radford |
| 19h00 EDT         | Lowery (en) 71e · Franks (en) 86e         | Rapport | 58e Shanosky (en) · 90+e Laing | WakeMed Soccer Park, Cary Spectateurs : 2 534 Arbitrage : Daniel Radford | WakeMed Soccer Park, Cary Spectateurs : 2 534 Arbitrage : Daniel Radford |

| 30 septembre 2012 | Puerto Rico Islanders | 1 – 2   | Minnesota Stars                                            |                                                                                       |                                                                                       |
| 18h00 EDT         | Foley (en) 79e        |         | 9e Walker (en) · 41e Miguel Ibarra · 90e Justin Davis (en) | Juan Ramón Loubriel Stadium, Bayamón Spectateurs : 2 002 Arbitrage : Kevin Terry, Jr. | Juan Ramón Loubriel Stadium, Bayamón Spectateurs : 2 002 Arbitrage : Kevin Terry, Jr. |
| 18h00 EDT         | Hansen (en) 81e       | Rapport | 90e Justin Davis (en)                                      | Juan Ramón Loubriel Stadium, Bayamón Spectateurs : 2 002 Arbitrage : Kevin Terry, Jr. | Juan Ramón Loubriel Stadium, Bayamón Spectateurs : 2 002 Arbitrage : Kevin Terry, Jr. |

#### Demi-finales
| 6 octobre 2012 | Carolina RailHawks                | 1 – 2   | Tampa Bay Rowdies                 |                                                                            |                                                                            |
| 19h00 EDT      | Shriver (en) 78e (pen.)           |         | 64e Ambersley (en) · 85e Antoniuk | WakeMed Soccer Park, Cary Spectateurs : 3 183 Arbitrage : Matthew Foerster | WakeMed Soccer Park, Cary Spectateurs : 3 183 Arbitrage : Matthew Foerster |
| 19h00 EDT      | Lowery (en) 86e · Franks (en) 89e | Rapport | 77e Andres Arango · 83e Attinella | WakeMed Soccer Park, Cary Spectateurs : 3 183 Arbitrage : Matthew Foerster | WakeMed Soccer Park, Cary Spectateurs : 3 183 Arbitrage : Matthew Foerster |

| 13 octobre 2012 | Tampa Bay Rowdies                                          | 3 – 3   | Carolina RailHawks                                                  |                                                                               |                                                                               |
| 19h30 EDT       | Hill (en) 40e (pen.) · Ambersley (en) 65e · Mulholland 84e |         | 14e Luzunaris (en) · 18e Shipalane (en) · 86e (pen.) Zimmerman (en) | Al Lang Stadium, St. Petersburg Spectateurs : 4 132 Arbitrage : Robert Sibiga | Al Lang Stadium, St. Petersburg Spectateurs : 4 132 Arbitrage : Robert Sibiga |
| 19h30 EDT       | Mulholland 90+e                                            | Rapport | 35e Agbossoumonde                                                   | Al Lang Stadium, St. Petersburg Spectateurs : 4 132 Arbitrage : Robert Sibiga | Al Lang Stadium, St. Petersburg Spectateurs : 4 132 Arbitrage : Robert Sibiga |

| 6 octobre 2012 | Minnesota Stars     | 0 – 0   | San Antonio Scorpions |                                                                                  |                                                                                  |
| 20h30 EDT      |                     |         |                       | National Sports Center, Blaine Spectateurs : 2 006 Arbitrage : Marcos Deoliveira | National Sports Center, Blaine Spectateurs : 2 006 Arbitrage : Marcos Deoliveira |
| 20h30 EDT      | Bracalello (en) 21e | Rapport | 86e Harmse            | National Sports Center, Blaine Spectateurs : 2 006 Arbitrage : Marcos Deoliveira | National Sports Center, Blaine Spectateurs : 2 006 Arbitrage : Marcos Deoliveira |

| 14 octobre 2012 | San Antonio Scorpions                                           | 1 - 2   | Minnesota Stars                    |                                                                               |                                                                               |
| 18h15 CDT       | Campos (en) 25e                                                 |         | 76e (csc) · 83e Bracalello (en)    | Heroes Stadium, San Antonio Spectateurs : 6 249 Arbitrage : Daniel Fitzgerald | Heroes Stadium, San Antonio Spectateurs : 6 249 Arbitrage : Daniel Fitzgerald |
| 18h15 CDT       | Ramirez (en) 17e · Campos (en) 27e · Harmse 54e · Soto (en) 89e | Rapport | 28e Altman (en) · 67e Hlavaty (en) | Heroes Stadium, San Antonio Spectateurs : 6 249 Arbitrage : Daniel Fitzgerald | Heroes Stadium, San Antonio Spectateurs : 6 249 Arbitrage : Daniel Fitzgerald |

#### Finale
| 20 octobre 2012 | Minnesota Stars                  | 2 - 0   | Tampa Bay Rowdies  |                                                                                 |                                                                                 |
| 20h30 EDT       | Walker (en) 67e · Nunez (en) 90+ |         |                    | National Sports Center, Blaine Spectateurs : 4 642 Arbitrage : Kevin Terry, Jr. | National Sports Center, Blaine Spectateurs : 4 642 Arbitrage : Kevin Terry, Jr. |
| 20h30 EDT       | Takada (en) 84e                  | Rapport | 48e Ambersley (en) | National Sports Center, Blaine Spectateurs : 4 642 Arbitrage : Kevin Terry, Jr. | National Sports Center, Blaine Spectateurs : 4 642 Arbitrage : Kevin Terry, Jr. |

| 27 octobre 2012 | Tampa Bay Rowdies                                                              | 3 - 1 a. p. 3 – 2 t. a. b. | Minnesota Stars                                                             |                                                                                    |                                                                                    |
| 19h30 EDT       | Cort 25e · Savage (en) 51e · Antoniuk 86e                                      |                            | Rodríguez (en) 52e                                                          | Al Lang Stadium, St. Petersburg Spectateurs : 6 208 Arbitrage : Alejandro Mariscal | Al Lang Stadium, St. Petersburg Spectateurs : 6 208 Arbitrage : Alejandro Mariscal |
| 19h30 EDT       | Cort 58e · Ambersley (en) 26e · Mulholland 82e · Antoniuk 90+e · Hill (en) 90e | Rapport                    | Davis (en) 32e · Bracelello (en) 45+e ·                                     | Al Lang Stadium, St. Petersburg Spectateurs : 6 208 Arbitrage : Alejandro Mariscal | Al Lang Stadium, St. Petersburg Spectateurs : 6 208 Arbitrage : Alejandro Mariscal |
| 19h30 EDT       | Mulholland · Cox (en) · Picault · Cort                                         | Tirs au but 3 – 2          | Hlavaty (en) · Del Do (en) · Altman (en) · Bracalello (en) · Rodríguez (en) | Al Lang Stadium, St. Petersburg Spectateurs : 6 208 Arbitrage : Alejandro Mariscal | Al Lang Stadium, St. Petersburg Spectateurs : 6 208 Arbitrage : Alejandro Mariscal |

## Classements statistiques
| Rang | Joueur                | Pays | Club                     | Buts |
| ---- | --------------------- | ---- | ------------------------ | ---- |
| 1    | Pablo Campos (en)     | BRA  | San Antonio Scorpions    | 20   |
| 2    | Nick Zimmerman (en)   | USA  | Carolina RailHawks       | 15   |
| 3    | Mark Anderson (en)    | ENG  | Fort Lauderdale Strikers | 11   |
| 4    | Matt Horth (en)       | USA  | Atlanta Silverbacks      | 10   |
| 5    | Nicholas Addlery (en) | JAM  | Puerto Rico Islanders    | 9    |
| 6    | Andy Herron           | CRC  | Fort Lauderdale Strikers | 8    |
| 7    | Shaun Saiko (en)      | CAN  | FC Edmonton              | 7    |
| 7    | Amani Walker (en)     | USA  | Minnesota Stars          | 7    |
| 7    | Dan Antoniuk          | USA  | Tampa Bay Rowdies        | 7    |
| 10   | Mike Ambersley (en)   | USA  | Tampa Bay Rowdies        | 6    |
| 10   | Esteban Bayona (en)   | COL  | San Antonio Scorpions    | 6    |
| 10   | David Foley (en)      | ENG  | Puerto Rico Islanders    | 6    |
| 10   | Aly Hassan (en)       | USA  | Fort Lauderdale Strikers | 6    |
| 10   | Reinaldo Navia        | CHI  | Atlanta Silverbacks      | 6    |
| 10   | Wálter Restrepo (en)  | USA  | Fort Lauderdale Strikers | 6    |
| 10   | Tsuyoshi Yoshitake    | JPN  | Tampa Bay Rowdies        | 6    |

| Rang | Joueur               | Pays | Club                     | Passes |
| ---- | -------------------- | ---- | ------------------------ | ------ |
| 1    | Mike Ambersley (en)  | USA  | Tampa Bay Rowdies        | 8      |
| 1    | Wálter Restrepo (en) | USA  | Fort Lauderdale Strikers | 8      |
| 3    | Mike Palacio (en)    | USA  | Carolina Railhawks       | 6      |
| 3    | Walter Ramírez (en)  | HON  | San Antonio Scorpions    | 6      |
| 3    | Shaun Saiko (en)     | CAN  | FC Edmonton              | 6      |
| 6    | Pablo Campos (en)    | BRA  | San Antonio Scorpions    | 5      |
| 6    | Esteban Bayona (en)  | COL  | San Antonio Scorpions    | 5      |
| 6    | Jonathan Faña        | DOM  | Puerto Rico Islanders    | 5      |
| 6    | Luke Mulholland      | ENG  | Tampa Bay Rowdies        | 5      |
| 6    | Keith Savage (en)    | USA  | Tampa Bay Rowdies        | 5      |
| 6    | Ty Shipalane (en)    | RSA  | Carolina RailHawks       | 5      |
| 6    | Abe Thompson (en)    | USA  | Fort Lauderdale Strikers | 5      |
| 6    | Amani Walker (en)    | USA  | Minnesota Stars          | 5      |

## Récompenses individuelles

### Récompenses mensuelles
| Mois      | NASL Player of the Month | NASL Player of the Month | NASL Player of the Month | NASL Player of the Month |
| Mois      | Joueur                   | Pays                     | Club                     | Lien                     |
| --------- | ------------------------ | ------------------------ | ------------------------ | ------------------------ |
| Avril     | Reinaldo Navia           | CHL                      | Atlanta Silverbacks      | 5B                       |
| Mai       | Shaun Saiko (en)         | CAN                      | FC Edmonton              | 5B 2P                    |
| Juin      | Tsuyoshi Yoshitake       | JPN                      | Tampa Bay Rowdies        | 4B 1P                    |
| Juillet   | Pablo Campos (en)        | BRA                      | San Antonio Scorpions    | 7B                       |
| Août      | Richard Martin (en)      | ENG                      | Puerto Rico Islanders    | 13 Arrêts                |
| Septembre | Matt Horth (en)          | USA                      | Atlanta Silverbacks      | 4B                       |
| Octobre   | Jeff Attinella           | USA                      | Tampa Bay Rowdies        | Arrêts                   |

### Récompenses hebdomadaires
| Semaine    | Joueur défensif de la semaine | Joueur défensif de la semaine | Joueur défensif de la semaine | Joueur offensif de la semaine | Joueur offensif de la semaine | Joueur offensif de la semaine |
| Semaine    | Joueur                        | Nat                           | Club                          | Joueur                        | Nat                           | Club                          |
| ---------- | ----------------------------- | ----------------------------- | ----------------------------- | ----------------------------- | ----------------------------- | ----------------------------- |
| Semaine 1  | Ray Burse (en)                | USA                           | Carolina RailHawks            | Andy Herron                   | CRC                           | Fort Lauderdale Strikers      |
| Semaine 2  | Richard Martin (en)           | ENG                           | Puerto Rico Islanders         | Jonathan Faña                 | DOM                           | Puerto Rico Islanders         |
| Semaine 3  | Richard Martin (en)           | ENG                           | Puerto Rico Islanders         | Andy Herron                   | CRC                           | Fort Lauderdale Strikers      |
| Semaine 4  | Jeff Attinella                | USA                           | Tampa Bay Rowdies             | Reinaldo Navia                | CHL                           | Atlanta Silverbacks           |
| Semaine 5  | Cristiano Dias (en)           | BRA                           | Minnesota Stars               | Shaun Saiko (en)              | CAN                           | FC Edmonton                   |
| Semaine 6  | Paul Hamilton (en)            | CAN                           | FC Edmonton                   | Pablo Campos (en)             | BRA                           | San Antonio Scorpions         |
| Semaine 7  | Jonathan Greenfield (en)      | RSA                           | San Antonio Scorpions         | Dan Antoniuk                  | USA                           | Tampa Bay Rowdies             |
| Semaine 8  | Frank Sanfilippo (en)         | USA                           | Tampa Bay Rowdies             | Shaun Saiko (en)              | CAN                           | FC Edmonton                   |
| Semaine 9  | Matt Van Oekel (en)           | USA                           | Minnesota Stars               | Ciaran O'Brien                | USA                           | Atlanta Silverbacks           |
| Semaine 10 | Lance Parker (en)             | USA                           | FC Edmonton                   | Pablo Campos (en)             | BRA                           | San Antonio Scorpions         |
| Semaine 11 | Jack Stewart (en)             | USA                           | Fort Lauderdale Strikers      | Tsuyoshi Yoshitake            | JPN                           | Tampa Bay Rowdies             |
| Semaine 12 | Ray Burse (en)                | USA                           | Carolina RailHawks            | Tsuyoshi Yoshitake            | JPN                           | Tampa Bay Rowdies             |
| Semaine 13 | Jeff Attinella                | USA                           | Tampa Bay Rowdies             | Mark Anderson (en)            | ENG                           | Fort Lauderdale Strikers      |
| Semaine 14 | Daniel Illyes (en)            | HUN                           | Atlanta Silverbacks           | Mike Palacio (en)             | USA                           | Carolina RailHawks            |
| Semaine 15 | Jeff Attinella                | USA                           | Tampa Bay Rowdies             | Pablo Campos (en)             | BRA                           | San Antonio Scorpions         |
| Semaine 16 | Frank Sanfilippo (en)         | USA                           | Tampa Bay Rowdies             | Mark Anderson (en)            | ENG                           | Fort Lauderdale Strikers      |
| Semaine 17 | Jeff Attinella                | USA                           | Tampa Bay Rowdies             | Pablo Campos (en)             | BRA                           | San Antonio Scorpions         |
| Semaine 18 | Richard Martinez (en)         | PUR                           | Puerto Rico Islanders         | Pedro Mendes (en)             | BRA                           | Atlanta Silverbacks           |
| Semaine 19 | Bryan Arguez                  | USA                           | FC Edmonton                   | Andy Herron                   | CRC                           | Fort Lauderdale Strikers      |
| Semaine 20 | Conor Shanosky (en)           | USA                           | Fort Lauderdale Strikers      | Pablo Campos (en)             | BRA                           | San Antonio Scorpions         |
| Semaine 21 | Akira Fitzgerald (en)         | USA                           | Carolina Railhawks            | Abe Thompson (en)             | USA                           | Fort Lauderdale Strikers      |
| Semaine 22 | Frank Sanfilippo (en)         | USA                           | Tampa Bay Rowdies             | Matt Horth (en)               | USA                           | Atlanta Silverbacks           |
| Semaine 23 | Takuya Yamada                 | JPN                           | Tampa Bay Rowdies             | Shaun Saiko (en)              | CAN                           | FC Edmonton                   |
| Semaine 24 | Anthony Vázquez (en)          | PUR                           | Puerto Rico Islanders         | Ty Shipalane (en)             | RSA                           | Carolina Railhawks            |
| Semaine 25 | Jeff Attinella                | USA                           | Tampa Bay Rowdies             | Danny Barrera (en)            | USA                           | Atlanta Silverbacks           |